# La música de Erich Zann
La música de Erich Zann es un cuento de terror del escritor estadounidense H. P. Lovecraft. Fue escrito en diciembre de 1921 y publicado por primera vez en marzo de 1922 en la revista National Amateur.

## Sinopsis
Cuenta la historia de un joven estudiante que por falta de recursos se queda en una misteriosa casa de huéspedes. En este lugar, después de la media noche, empieza a escuchar una música de violín interpretada de una manera que nunca había escuchado: la misteriosa música de Erich Zann, un viejo violinista, mudo y con mucho que ocultar.

«[...] el chillido y el gimoteo de aquella viola desesperada no dejaba de aumentar. El músico estaba empapado en un extraño sudor y se contorsionaba como un mono... En sus frenéticos acordes casi podía ver quiméricos sátiros y bacantes que bailaban y daban vueltas enloquecidos a través de borboteantes abismos de nubes, humo y relámpagos.»
La música de Erich Zann

## Argumento
El narrador comienza contando cómo no ha podido encontrar por más que busque la calle de Rue d’Auseil; buscando y haciendo una exhaustiva investigación para lograrlo, aunque sin éxito. Esto es la introducción para el relato que durante su desarrollo cuenta acerca de su estancia en dicha calle como estudiante universitario de metafísica y de cómo escuchó la música de Erich Zann.
Narra las características de la calle, estrecha y escarpada, con casas altas y de picudos techos, inclinadas en todas direcciones. Se encontraba viviendo en la quinta planta de una casa en dicha calle, regentada por Blandot, desde donde lograba escuchar la música de Erich Zann. Este era un viejo violinista alemán mudo que por las tardes se ganaba la vida en la orquesta de un teatro, y por las noches tocaba en la buhardilla donde habitaba.
Cada noche desde su llegada podía escuchar su música y sin embargo, nunca logró encontrarle relación alguna con cualquier otra música, llegando así a pensar que Erich Zann era un genuino genio compositor. Fascinado por su música, decidió encararlo para entablar una amistad con este viejo personaje. Conoció su habitación, una de las dos de la buhardilla, que miraba hacia el este y era bastante grande. Tocó para él unas melodías únicas que sabía de memoria, pero no lograba apreciar ningún sonido parecido al que solía escuchar en las noches desde la quinta planta. Esa noche Zann terminó por darle una carta que escribió durante su estancia en aquella huertilla en la que le suplicaba paciencia y perdón, esperando que lo volviera a visitar y explicándole que nadie podía escuchar aquellas melodías nocturnas.
Sin embargo, la más inmensa curiosidad llevó en más de una ocasión al narrador a escuchar dicha música. Sin embargo una de esas noches, decidido a averiguar que sucedía en la buhardilla del músico en las noches ya que la actitud que tomaba Zann era aterradora. 
Esa noche, el narrador salió huyendo de aquel lugar, y del gran horror que logró encontrar en esa habitación y que solo podía explicar la música de Erich Zann.

## Erich Zann
Apariencia
"Se trataba de un personaje bajo, delgado, cargado de hombros, de ropas raídas, ojos azules, rostro grotesco como el de un sátiro y casi calvo."
Esta descripción demuestra que Erich Zann no es un hombre agraciado físicamente, aunque este aspecto decrépito se debe sin duda a su avanzada edad y al eterno estado de tensión y estrés en el que vive.
Personalidad
Erich Zann es un hombre adusto y solitario, que vive atrapado en un estado de interminable nerviosismo y ansiedad. Vive eternamente preocupado por una entidad que se oculta tras la ventana de su cuarto, que mantiene cubierta por unas cortinas.
Historia
El pasado de Erich Zann es un completo misterio. Se sabe que es un músico alemán mudo, y que algo le impulsó a trasladarse a Francia, a la Rue d'Auseil. Se instaló en la última planta de un apartamento y comenzó a ganarse la vida sirviéndose de su talento como violinista para dar conciertos. Pero, si se hizo famoso por algo, fue por los solos nocturnos que ejecutaba en su ático estando en la más completa soledad. Pero había algo al otro lado de su ventana que le aterraba, de hecho era para aplacar a esa cosa por lo que tocaba en su cuarto. Cada vez le costaba más contentar a esa entidad, así que buscó la ayuda y la compañía de un estudiante que sentía verdadera fascinación por su música. Pero la presencia del huésped no fue suficiente y la bestia de las sombras que le acechaba logró atacarle y raptarle. Al parecer, borró del mapa toda la Rue d'Auseil en el proceso.
Curiosidades
Hay quien dice que lo que tocaba Erich Zann era un viola, no un violín.

## Cortometraje
Existen dos cortometrajes basados en el cuento La música de Erich Zann, el primero de los cuales fue filmado en 1980, dirigido por John Strysik y producido por Robert Rothman. Con Robert Ruevain como Charles Dexter Ward, Robert Alexander como Erich Zann y Darryl Warren como M. Blandot. Música original compuesta y dirigida por André Caporaso. Realización y diseño de proyecciones ópticas por John Smiley.  Asistente del director Michael Bahl. Producción de Olga Strysik, proyecto financiado en parte por el Columbia College de Chicago y The Illinois Arts Council.  El segundo es una animación realizada por Azathoth Productions, bajo la dirección de Anna Gawrilow. 